# Зоран Ђурић
Зоран Ђурић (Прилипац, 23. фебруар 1941 – Београд, 15. септембар 2021) био је српски инжењер електротехнике и редовни члан САНУ на Одељењу техничких наука. Најважније научне резултате остварио је у области полупроводничких, оптоелектронских, МЕМС и НЕМС направа.

## Биографија
Завршио је Електротехнички факултет Универзитета у Београду, Oдсек техничке физике, 1964, а на истом факултету је магистрирао 1967. и докторирао 1972. године. Усавршавао се на Michigan State University, САД (1980) и на South California University у Лос Анђелесу, САД (1987).
По дипломирању се запослио на Институту за хемију, технологију и металургију (ИХТМ), где је биран у сва научна звања. Паралелно са радом у ИХТМ-у, остварио је значајну сарадњу са Електротехничким факултетом Универзитета у Београду, на којем је 1990. године изабран у звање редовног професора за предмете из области физичке електронике. Био је ментор великом броју дипломаца, магистраната и доктораната. Зоран Ђурић је био гостујући професор на Техничком универзитету у Бечу из области технологија микроелектромеханичких система (МЕМС) и независни експерт-евалуатор ЕУ ФП-7 пројеката из области информационо-комуникационих технологија, микро и наносистема и минијатуризованих смарт сензора и система. Такође, више од 15 година био је инострани рецензент за пројекте Reseаrch Grаnt Council-а из Хонг Конга, као и рецензент часописа Sensors аnd Actuаtors A (Physicаl), Sensors аnd Actuаtors B (Chemicаl) и Microelectronics Engeenering Journаl. Између осталог, био је и члан Интернационалног програмског комитета конференције Micro&Nаno Engineering, једне од највећих конферeнција у области наноинжењеринга.
За дописног члана САНУ изабран је 2003, а за редовног 2012. године. Од 2011. радио је као директор Института техничких наука САНУ. Био је члан Академије инжењерских наука Србије од њеног оснивања 1998. године, као и Удружења инжењера електротехнике IEEE (Institute of Electrical and Electronics Engineers).
Научноистраживачки рад академика Зорана Ђурића је од почетка обухватао област физике и технологије полупроводника и полупроводничких направа. Један је од утемељивача теорије и технологије израде полупроводничких направа, а учествовао је и у пројектовању и развоју технологија за израду првих домаћих силицијумских соларних ћелија (1964), високо фреквентних планарних транзистора (1967), полупроводничког микрофона, првих силицијумских интегрисаних кола (1968), MOS транзистора са ефектом поља (1970) и др. Руководио је пројектима из области загревних слојева SnO2 (1972), силицијумских p-i-n фотодетектора (1975), полупроводничких ласера (1977), првих МЕМС силицијумских сензора притиска (1983), InSb инфрацрвених детектора (1986), HgCdTe инфрацрвених детектора за термовизију (1990), трансмитера притиска (2000), микро/наномеханичких система и сензора (2002), сензора притиска нове генерације (2007), трансмитера притиска и температуре (2009), МЕМС ИЦ детектора (2010), сензора на бази микро/наногредица (2011).
Рад на овим пројектима резултовао је освајањем савремене планарне технологије, МЕМС технологија, технологије епитаксијалног раста полупроводничких хетероструктура итд. Из ових пројеката су проистекли производи који су пласирани на домаће и инострано тржиште (у више од 100 фирми из области нафтне индустрије, петрохемије, процесне индустрије, електроенергетике), чиме је обезбеђивана инфраструктура и друге финансијске потребе ЦМТ, неопходне за научно-истраживачки рад. Од 2008. до 2011. године био је координатор ФП-7 европског пројекта Reinforcement of Regional Microsystems and Nanosystem Centre (REGMINA). Пројекат је допринео побољшању експерименталне базе ЦМТ куповином нове лабораторијске опреме и базе знања кроз тренинг истраживача у познатим иностраним лабораторијама, чиме је омогућио да ИХТМ-ЦМТ постане регионални центар изузетности за сензоре и микро и наносистеме.
Зоран Ђурић је објавио више од 370 научних публикација, од тога 72 рада у међународним научним часописима.

## Награде и признања
1. Признање за успешну сарадњу и допринос развоју Института за физику у Београду, 1981.
2. Признање за развој Института за хемију, технологију и металургију
3. Повеља за изузетне резултате постигнуте у области науке, скупштина општине Ариље
4. Плакета „Војислав К. Стојановић“ Удружења универзитетских наставника